# 栗色奈氏鱈
栗色奈氏鱈，為輻鰭魚綱鱈形目鼠尾鱈科奈氏鱈屬的其中一種，該物種分布於中太平洋東部海域，屬深海底棲性魚類，深度555公尺，體長可達39.8公分，棲息在底層水域，生活習性不明。